# Do d'freak
Do d'freak è il secondo singolo estratto dall'album di Jovanotti Roma - Collettivo Soleluna, distribuito nel 2003.

## Tracce
Do d'freak 1
1. Planet Funk Posillipo mix radio edit
2. Album version
3. Planet Funk Posillipo mix extended version

Do d'freak 2
1. Planet Funk Posillipo mix radio edit
2. Planet Funk Posillipo mix extended version
3. A vida (Roma) Stylophonic Samba remix
4. Planet Funk Posillipo mix instrumental
5. A vida (Roma) Stylophonic Suare Samba remix